# ラブ・ストーリーを君に
『ラブ・ストーリーを君に』（ラブ・ストーリーをきみに）は、1988年公開の日本映画。東映東京撮影所、オスカープロモーション製作、配給東映洋画。原作はフランスの小説家・脚本家のディディエ・ドゥコワンの1969年の小説『眠れローランス Laurence 』。"元祖国民的美少女"後藤久美子の映画デビュー作。文部省選定。

## 概要
白血病に侵された少女が元家庭教師（大学山岳部員）の青年に見守られて残された生命を燃やすラブストーリー。後藤久美子・仲村トオルのダブル主演。後藤・仲村とも役の設定と当時の学年が同じ（後藤は中学2年、仲村は大学4年）であり、等身大の演技を披露した。後藤久美子はこの作品で中学二年生にして映画デビュー。また、それまで非行少年役が多かった仲村トオルはこの作品で同世代の青年を演じ、新境地を開拓したと評価された。

## あらすじ
主人公の由美は新体操の好きな中学2年生。両親は離婚し、母親（佐藤友美）が料理教室で働きながら由美を育てている。しかし、それでも明るさを失わない活発な少女であった。だが、由美は白血病にかかり、生命予後不良を宣告されてしまう。由美の元家庭教師で大学山岳部員の明（仲村トオル）は由美の母親や主治医（露口茂）に乞われ、しばしば由美の元を訪ねるように。だが、すでに死を覚悟していた由美はそんな周りの人々のやさしさに苛立ちを覚え始め……。

## キャスト
- 後藤久美子：広瀬由美
- 仲村トオル：上條明
- 佐藤友美：広瀬友子
- 柳沢慎吾：荒木欽一
- なべおさみ：田中公二郎
- 河合美智子：今村初美
- 山下亜紀：姫野咲子
- 日下由美：愛原真弓
- 志水希梨子：木俣幸子
- 三田佳子：小牧京子
- 高峰三枝子：吉野琴
- 内田稔：江本敬一
- 草薙幸二郎：鬼丸信一
- 伊藤克信：下田清司
- ベンガル：上杉剛
- 戸浦六宏：森田耕造
- 丘みつ子：田中百合
- 岸洋子：シャンソン歌手
- 露口茂：千葉茂樹
- 緒形拳：中田節夫
- 藤谷美紀、小林トシ江、長谷部香苗、坂井徹、和泉史郎、日下翔平　ほか

## スタッフ
- 監督：澤井信一郎
- 脚本：丸山昇一
- 音楽：朝川朋之
  - 指揮：熊谷弘
- 音楽プロデューサー：高桑忠男、石川光
- 撮影：仙元誠三
- 美術：桑名忠之
- 照明：渡辺三雄
- 編集：西東清明
- 録音：橋本文雄
- 助監督：鹿島勤、大津是、中田秀夫、長谷川隆
- 製作主任：大塚泰之
- 音響効果：伊藤進一
- 現像：東映化学
- MA：にっかつスタジオセンター
- プロデューサー：伊藤亮爾、小島吉弘
- 企画：黒澤満、古賀誠一
- 製作協力：セントラル・アーツ

## 製作

### 企画
東映系列のセントラル・アーツ代表（社長）・黒澤満プロデューサーが、1980年頃から映画化を熱望し、脚本家の丸山昇一に「この原作（『眠れローランス』）を読んでくれ」と原作本を渡し脚本化を頼んでいた。その後も毎年春になると「ローランス、やりたいな」と丸山にボソッと言っていたが、丸山は"難病もの"が好きでなく、またこのような企画が東映で通るはずもなく乗り気でなかった。しかし年々、黒澤が実績を積み上げ、東映内で影響力を強めていくうち、地味でオーソドックスな話ではあったが、興行的にも成功が期待できるキャスティングを得られたことで、岡田茂東映社長より製作GOの指示が出た。

### キャスティング
仲村トオルは、当時黒澤プロデューサーが代表を務めるセントラル・アーツ所属の俳優で、黒澤がマネジメントを担当し『ビー・バップ・ハイスクール』で人気俳優になってはいたが、不良役だけでなく、幅広い役柄をこなせる役者になって欲しくて『あぶない刑事』や『紳士同盟』などに起用していた。本作の大学生役は大変地味だが起用を決めた。
まず後藤久美子主役ありきの企画である。黒澤はオスカープロモーションの古賀誠一社長と知り合いで、後藤のデビュー時から注目していた。古賀社長の方から黒澤に「久美子の映画をやりたいのだが」と相談を受け、構想していた『眠れローランス』企画が一気に進んだ。この段階では、後藤は「国民的美少女」として人気は爆発していたが、まだテレビドラマが少しとCM、グラビアの仕事が主で実績はまだなかった。ところが後藤が1987年の大河ドラマ（NHK）『独眼竜政宗』での愛姫役で一躍国民的アイドルとなったことから、東宝や松竹も初主演映画の獲得に乗り出し争奪戦になったが先行する東映に決まった。東映は「人気者・仲村トオルとのコンビで純愛路線を敷き、来年以降、お盆と正月の年二本体制でヤングをひきつけたい」と発表した。

### 脚本
脚本のクレジットは丸山昇一単独であるが、実際は丸山と監督の澤井、プロデューサーの伊藤亮爾の三人で、脚本の構成、ハコ作りが、ほぼ毎日、一か月以上かけて行われた。松田優作主演による一連のアクション作品の脚本で知られる丸山は、ニューシネマが好きで、最初に薄汚く屈折した青年と、はねっかえりな少女に設定を変えて脚本第一稿を提出したが黒澤につき返された。黒澤は本作を毒を持った人間が一人も出ない映画を基本に考えていた。澤井が黒澤に聞くと「ストーリーはつまらん。これを映画にするつもりはない。面白いのは訳者のあとがきの数行で、これで今までとは違う難病ものに出来ると思う」と伝えた。1977年に角川文庫から出た邦訳で訳者の長島良三は「13歳の娘が白血病で数ヶ月後に確実に死ぬとしたら親たちはどうするだろうか？ある親は世界一周の旅に連れていくかもしれないし、ある親は娘のために最後のコンサートを開いてやるかもしれない。『眠れローランス』の母親は娘に恋というものを味わわせてからこの世に別れを告げさせたいと思う」などと書いていた。それまでの難病もの『クリスマス・ツリー』や『ラストコンサート』『別れのこだま』など、親は仕事も何もかも捨てて、子供に付き合い、やりたいことを精一杯与えて死を迎えさせるという結末が多かった。これら過去の作品のベトベトした描写はやめようというところから出発。死ぬということを認めない盲信的なドラマではなく、半年後の死を受け入れ、逆に半年間をどうしてやれるだろうかと考えた人たちの物語に設定すれば、多少は今までと違った難病映画ができるのではないかと話し合った。ベタベタした肉親のスキンシップより恋を持ち込んだ設定は新鮮に感じ、当時14歳、中学2年の後藤久美子の年齢を考えると、恋したことのない少女が与えられた恋を本当の恋として死んでいくのは、ぴったりの設定と考えた。原作の人物配置を変えていないが、母親の職業をグルメブームの初期だったこともあり、料理学校の先生に、後藤を新体操の選手にするなど、当時の流行を取り入れている。後藤が恋する設定の相手は、先に仲村が決まっていたため、仲村の年齢に合わせで、年上の大学生、小学校時代の家庭教師で、娘が慕っていたという設定に決めた。余命半年だと東京を中心とした自宅と病院を中心としたドラマになり、物語の幅が広がらないため、二人で山に行くというシーンを考え、仲村を山岳部の部員にした。丸山の意見は澤井と伊藤にほぼ却下されたというが、本作を切っ掛けに「今まで鼻も引っかけなかった映画評論家やジャーナリストなどから褒められるようになり、今まで来なかったカタいところから、仕事の打診が来るようになった」と話している。

### 撮影
澤井監督は撮影にあたり「後藤さんは究極の美女だが、その仮面を剥がして素顔の彼女を現出させたい」と意欲を見せた。スター映画らしく、後藤久美子にフルートを吹かせたり、和服や浴衣、レオタードを着せたり、打てる手は打った。ただし、難病映画に必ずあるパジャマ姿はない。後藤は目力が強く、澤井が演技を説明するとき、顔をぐっと近づけてきて、間近で見ると引き込まれるほど綺麗で、慌てて顔を引くようなこともあったと話している。フィクションながら悲しすぎる話に後藤は台本を読んで何度も泣き、リハーサルでポロポロ泣き、本番で「雪が降ってる。きれい」というセリフを言うだけでまた泣いた。
後藤は一日中お菓子ばかり食べ体力がなく、クランクイン直後に過労でダウン。以降は反省し一日三食をちゃんと食べ体調を維持した。後藤は映画の小道具へのこだわりや、納得いくまで何十回もリハーサルを繰り返す映画の撮影に「わたし、女優になったよかった」と感激した。さっそく有名な『風と共に去りぬ』の文庫本を読み、読みだしたらどんどん話に引き込まれ、自分がスカーレット・オハラになりきり「わたしって気ィ強いから、こーゆー気性の激しい役。合ってると思う。あーゆードレスも着てみたいし」などと一生に一度でいいからスカーレット・オハラ役をやってみたいと願った。
後藤は1988年3月28日に渋谷東急レックスに第一回の上映に一人でお金を払って観に行ったと話している。席がなく立ち見で「映画を観てまた泣いた」という。　

### 撮影記録
1987年8月6日クランクイン。映画と同じ新宿で仲村と後藤が再開するシーンから撮影スタート。8月12日、後藤の新体操シーンの撮影が6時間かかり後藤が熱を出しダウン。翌8月13日駒沢公園で1カット撮ったところで後藤の撮影は無理と判断され、仲村と撮影隊のみ田園調布に移動し、仲村のアパートのシーンを撮影。8月16日から8月18日まで東映東京撮影所。仲村の所属する大学山岳部の合宿打ち上げコンパなど。8月22日から8月24日まで栃木県で病院のシーンのロケ。1987年8月後半の一週間に長野県軽井沢～穂高ロケ。ロケ隊の宿泊は軽井沢高原教会を備えた軽井沢ホテル・ニューホシノ。8月26日、8月27日軽井沢ロケ。8月28日～8月30日穂高ロケ。1987年8月28日朝、穂高駅でロケが行われ、人気者の後藤と仲村の突然の出現に駅周辺が大混乱になった。当地での映画ロケは若尾文子主演映画以来といわれた。また仲村演じる明が教育実習をする設定の穂高西中は大町市立仁科台中学校で、ロケ5日目の8月30日に1日ロケが行われた。生徒役は全員、実際の同中学校の生徒たち。当時後藤が出演していたフジテレビ系の人気ドラマ『同級生は13歳』のロケというデマが飛び、こちらも野次馬が1000人押し寄せる事態となった。それまで仲村と後藤は別々に夕食をとっていたが、この8月30日に後藤のスタッフが仲村を夕食に誘い、両方のスタッフで穂高の町に繰り出し、店を探し回りようやくお好み焼き兼焼肉屋に入った。仲村は泥酔し後藤と初めて真面に話をし、ここでようやく二人は打ち解けた。
9月5日は栃木ロケを予定していたが雨で順延。9月7日銀座ロケ。後藤の父親役・緒形拳が初登場。9月8日新木場の集荷場で宅配便のアルバイトをする仲村に後藤の母・佐藤友美が訪ねるシーン。仲村は9月10日に劇場版『あぶない刑事』がクランクイン。9月12日から二度目の穂高ロケ。ラストシーンは9月12日早朝から、9月15日まで総勢70人のロケ隊で三泊四日のロケ。器材を運び上げるために学習院大学の山岳部員6人を雇った。西穂山荘を拠点に西穂高岳独標～西穂山荘間で、実際に標高2640mまで登山し、リハーサル、本番を繰り返しながら撮影が行われた。後藤は事務所のよく似た子をスタンドイン用に連れて来ていたが、スタンドインを使ったのは1カットだけで、崖の上などの危険な場所での撮影も助監督が命綱を使おうとしたら「邪魔だからやめて下さい」と言い、役者根性にスタッフが驚いた。9月14日が霧が出たためリハーサルのみ。クライマックスシーンの撮影は9月15日。同年10月中旬まで撮影。
　

## 主題歌
財津和夫「ラブ・ストーリーを君に」
主題歌は当時、後藤久美子と同じレコード会社だったチューリップの財津和夫が担当。前年12月発売のソロ・アルバム『Z氏の悪い趣味』からのシングル・カットだった。

### シングル収録曲
1. ラブ・ストーリーを君に
2. サボテンの花

※いずれも作詞・作曲：財津和夫、編曲：京田誠一。

## 劇中歌
ディナーショーのシーンで、岸洋子が「さくらんぼ実る頃」を歌唱。岸は当時闘病中であったがそれを押して出演した。脚本段階ではアポリネール「ミラボー橋」の歌詞が作品世界によく合い、金子由香利が語りでやっていた「ミラボー橋」が大変いいので、金子に交渉したら「映画、テレビ、ラジオには一切出ないので」と断られた。しかし金子は撮影が行われた1987年暮れの第38回NHK紅白歌合戦に出場している。ほかの挿入歌にリトル・リチャード「Hey-Hey-Hey-Hey!」など。

## 宣伝
岡田茂東映社長が後藤久美子を気に入り「あの年齢で不思議な色気がある。次代を担うスターだ」、「あれは近年稀にみる美少女だ。来年の正月もゴクミで行くぞ」などと評し、岡田社長の並々ならぬ熱意に社長のお気に入りならばと、東映で全社挙げてのバックアップに努めた。

## 興行
東映本番線は『スケバン刑事 風間三姉妹の逆襲』/『皇家戦士』が1988年2月11日から、引き続き3月12日からは春休み東映まんがまつり。このため本作の配給は東映洋画で、渋谷東急系で公開された。岡田茂東映社長が1980年から東急レクリエーションの社長を兼任したため、1980年代以降の東映洋画の配給作品は都内では東急レク系の劇場で上映されることが増えた。

## 作品の評価

### 興行成績
トオルとゴクミの人気ものの初共演でマスメディアの話題になり、評論家筋にも評判が良かったが、興行は振るわず、配収4億5000万円と不本意な成績に終わった。「いまどき難病をテーマにしたお涙頂戴ものはハヤらない。今の（当時の）ヤングは劇画調で不良性感度の高いものでないと飛びつかない」といった論調も出た。ただし1986～87年辺りから二次使用でのビデオの売り上げが急激に伸び（売上23366本）、劇場配収を上回るケースも出てきており、劇場興行の成績だけでは興行面での評価はしづらくなっていた。またビデオ、テレビはもちろん、ハイビジョン、衛星放送などのニューメディアを念頭に置いて映画作りをしなければならないといった見方も出てきていた。

### 行政機関等による評価
「テーマとして貫かれた純愛」が決め手となり、いわゆるアイドル映画として初めて文部省選定を受けた。その他、東京都知事推奨、中央児童福祉審議会、PTA全国協議会などから推薦を受けた。

### 映画批評家による評価
- ぴあは「ゴクミの稚拙ながらも生意気ぶりを強調した演技、対照的に仲村トオルに受けの芝居をさせた澤井監督のきめの細かい演出が光り、脇役陣の充実ぶりも相まって、芯の通った感動作に仕上がった」などと評価した[47]。

### 受賞歴
- 第1回日刊スポーツ映画大賞 新人賞（後藤久美子）

## 影響
岡田東映社長の後藤押しがあり、本作に続く後藤の主演映画『ガラスの中の少女』を1989年の正月作品（1988年12月10日公開）として製作することを決めた。『ガラスの中の少女』は、1960年に吉永小百合と浜田光夫のゴールデン・コンビが誕生した第1回作品のリメイクで、岡田裕介プロデューサーは「後藤君は何十年に一人という素材。第二の吉永小百合というふうに育てたい」、「TBSのテレビドラマ『痛快!ロックンロール通り』などで見せるゴクミの、ものおじしない現代性を生かし、時代に合わせたものに作り変える」と話した。東映は昭和30年代に吉永が歩んだ"美少女純愛路線"をゴクミで踏襲し、ゴクミには"国民的美少女"から"国民的映画女優"を目指して欲しいと期待した。東映は『スケバン刑事II 少女鉄仮面伝説』で南野陽子をスターに押し上げ、南野のアイドル映画も成功させており、南野陽子と仲村トオルに加え、後藤久美子映画をヤング路線として続けていくことになった。
冬季マッキンリー単独登頂の史上最年少記録を持つ登山家の栗秋正寿は、本作に感銘を受けて高校の山岳部に入部し、登山家の第一歩を踏み出した。